# Le Matin de Paris
Le Matin de Paris est un journal quotidien français fondé le 1er mars 1977 par Claude Perdriel et disparu en 1987 (dépôt de bilan le 6 mai). La création du journal est le sujet du film documentaire Numéros zéros de Raymond Depardon.

## Le Matin de Paris: le quotidien duNouvel Observateur
Fondé en 1977 par Claude Perdriel le PDG du Nouvel Observateur, Le Matin de Paris partage son directeur, ses capitaux, ses journalistes et ses structures avec l'hebdomadaire de Jean Daniel.
Les liens sont d’abord de nature capitalistique dans la mesure où, par le biais de la SA « Le Nouvel Observateur du Monde » (avec 2 millions de francs) ou par celui de son PDG Claude Perdriel (avec 2,24 millions de francs), l’hebdomadaire et son directeur contrôlent 53 % de son capital initial. Un plus tard, en février 1978, la mise à la disposition du Matin par Le Nouvel Observateur d’un compte courant doté de 1 750 000 francs constitue une nouvelle aide financière contre laquelle s’élève le personnel de L’Obs.
Ce soutien financier se traduit au sein du conseil d’administration du quotidien par une très forte présence de responsables du Nouvel Observateur. Ainsi, aux côtés de son administrateur général Bernard Villeneuve, « fidèle bras droit de Claude Perdriel » débauché de la direction de la promotion et de la diffusion du Nouvel Observateur, sont présents Gilles Martinet (cofondateur du Nouvel Observateur), Philippe Viannay (conseiller de la rédaction du Nouvel Observateur) et, jusqu’à son décès en mai 1979, Jacques Deshayes (conseiller technique et membre du comité de direction du Nouvel Observateur). Cette présence se renforce en avril 1981 avec l’entrée de Jean Daniel (directeur de la rédaction du Nouvel Observateur) et de Roger Priouret (éditorialiste à RTL et au Nouvel Observateur), seul Roger Colombani (rédacteur en chef-adjoint du Matin issu de France-Soir) n’étant pas lié historiquement au journal de la rue d’Aboukir.
Enfin, la présence du Nouvel Observateur ou du groupe Perdriel au sein du quotidien se fait aussi ressentir par le nombre de collaborateurs qui en sont issus, à commencer par son directeur général qui y assure à la fois les fonctions de directeur général de la publication, de PDG de la SA Le Nouveau Quotidien et de directeur de la rédaction. Mais c'est aussi par l’occupation du poste de rédacteur en chef par François-Henri de Virieu (membre du service politique du Nouvel Observateur de 1974 à 1977) que cette influence se fait ressentir. À l’inverse, à l’exception du service Culture et Guide dirigé par Paul Ceuzin (issu du groupe Perdriel en tant que rédacteur en chef de Sciences et Avenir), les services du quotidien ne sont pas sous la tutelle d’anciens du groupe mais plutôt d’anciens collaborateurs de François-Henri de Virieu à Info Première comme Guy Claisse (rocardien passé à L'Express de 1974 à 1976) au service politique ou Jean-Pierre Mithois (ancien du Quotidien de Paris) au service international. Toutefois, la présence d’anciens du Nouvel Observateur se fait ressentir dans certains services comme Élisabeth Stroman au service Culture et Guide, Hervé Chabalier, grand reporter au service Évènement, Jean-Pierre Delaval au secrétariat de la rédaction ou Claude Guérant, responsable de la révision et de la correction.
Cette présence d’anciens de L’Obs se fait aussi ressentir à la tête de services techniques comme la direction artistique – avec Catherine Pompanon – ou la rédaction en chef technique – avec Bernard Le Roy, par ailleurs gérant de l’atelier de photocomposition. Enfin, la mise en commun d’éléments ou de structures commerciales est symbolisée par la personne de Jean-Claude Rossignol (à la fois à la tête de la direction des ventes du Matin et du Nouvel Observateur) et, celle de Didier Orélio, devenu directeur de promotion à partir de 1980 et, ceci, après avoir été à L’Obs celui de publicité pendant un an. Il en résulte une coopération au niveau commercial (offres de réduction d’abonnement aux abonnés communs, utilisation du même système de comptage limitant les invendus) et des ressources financières (mise en commun des rubriques d’annonces d’emplois en juin 1980, achat d’espaces publicitaires par Le Nouvel Observateur et les annonceurs du Groupe Perdriel). Vincent Lalu  en est le directeur de la rédaction en 1980 et Jean-Dominique Bauby rédacteur en chef culture.
On doit quand même noter une exception notable à gauche. Parmi les fondateurs du journal, on trouve Catherine Clément, responsable du secteur culturel et membre jusqu'en février 1981 du Parti communiste français.

## Un quotidien très engagé aux côtés du PS
Un journal qui s’inscrit dans une logique plus politique que commerciale
Affichant dès son lancement son soutien à la gauche non communiste, Le Matin de Paris s’inscrit d'emblée dans une logique plus politique que commerciale. En effet, pressée  de participer à la campagne des élections municipales et de préparer les élections législatives de mars 1978, sa direction préfère offrir à la masse de premiers lecteurs une « impression en forme de catastrophe » lui conférant « l’illisible pâleur des plus mauvais numéros du vieux Combat »plutôt qu’attendre de l’imprimer en offset. Quant à son lancement au printemps, c'est-à-dire avant une période estivale creuse particulièrement peu rentable pour la presse écrite, il le place d’emblée sous le sceau de difficultés financières.
Politiquement, il est génétiquement lié au PS dans la mesure où au-delà des fichiers d’abonnés du Nouvel Observateur, « des fichiers auxquels il avait pu avoir accès au Parti socialiste » sont utilisés par Claude Perdriel pour la souscription préalable à son lancement. Cette base d'abonnés commun avec le PS provoque « une grande fureur » du premier secrétaire qui considéra alors que « ce journal devait être le sien ». Mais l'autonomie affichée par sa rédaction amène la direction du PS à prendre une distance officielle à son égard, histoire de bien faire comprendre à ses militants que le journal n'exprime pas la pensée de son chef.
Une orientation socialiste qui privilégie les amis de Michel Rocard
Née sur cette base, les relations du journal avec François Mitterrand et ses amis se tendent au fur et à mesure de la compétition interne pour l’élection présidentielle, le paroxysme de cet antagonisme étant constitué, à la veille du congrès de Metz, par de virulentes attaques de L’Unité du 21 mai 1979 à l’égard du quotidien. Certains journaux de droite analysent d’ailleurs le projet de Claude Perdriel comme « une opération de […] Rocard […] pour qui un quotidien permettrait d’augmenter son influence chez les socialistes ». Il faut dire qu'au-delà de Claude Perdriel - qui « fait volontiers étalage de son amitié pour Rocard ou d’autres dirigeants de la gauche, y compris Edmond Maire » -, Philippe Viannay ne cache pas sa fréquentation de Michel Rocard au PSU et Gilles Martinet, comme Alain Touraine, est engagé politiquement à ses côtés. Guy Claisse est quant à lui un rocardien notoire, exprimant régulièrement son soutien dans sa tribune (« Politiquement Vôtre »). Il déclare d’ailleurs en 1980 : « On ne peut pas nier que Le Matin ait des penchants rocardiens. A la création du journal, nous avons cherché un éditorialiste détaché des partis. Nous avons pensé à Alain Touraine sans prévoir qu’il deviendrait totalement rocardien. Il donne le ton aux pages "Commentaires" . Par ailleurs, la rédaction du Matin  est une rédaction jeune, sensible à tous les thèmes issus de Mai 68. Il y a convergence de sensibilité entre l’entourage de Rocard et l’équipe mais, dans les pages politiques, on garde une certaine distance».
Son soutien à Michel Rocard se manifeste à travers la mise en avant régulière de la popularité grandissante du député des Yvelines. Publiant dès le 6 octobre 1978 un sondage Louis Harris – Le Matin le présentant comme meilleur candidat que le 1er secrétaire, il multiplie les Unes et les grands titres sur ce thème (« Rocard distance Mitterrand » le 1er décembre 1978, « Rocard en hausse, Mitterrand en baisse » le 13 janvier 1978, « Le Recul de Mitterrand » le 17 janvier 1980, « La Poussée Confirmée de Rocard » le 18 janvier 1980). Présentant Rocard comme « le seul recours » de la gauche face à la candidature de Valéry Giscard d'Estaing, le quotidien encourage Mitterrand à se prononcer au plus vite afin que Rocard ne soit pas « gêné par sa grande ombre ». Estimant d’abord que tout retrait de sa candidature par Michel Rocard « serait compromettre sa carrière politique pour longtemps peut-être », il présente ensuite comme « tout à l’honneur de Michel Rocard de s’être immédiatement retiré ».
La décision prise dès 1978 par François Mitterrand de lancer un quotidien du parti socialiste (Combat Socialiste) marque alors une rupture avec le groupe Perdriel qui, selon Minute, aurait inquiété Claude Perdriel « au point qu’il aurait fait savoir, place du Palais-Bourbon, qu’il était disposé à mettre en veilleuse le rocardisme de son journal ». Mais elle a le mérite de clarifier leurs relations et de permettre à sa direction de soutenir seulement mais franchement les personnalités socialistes qui lui sont chères.
Le Matin Magazine, Le Matin du Nord, Le Matin des Yvelines, des suppléments au service d'amis politiques
Au fur et à mesure de son développement, le Matin multiplie des suppléments dans une logique avant tout politique, pour ne pas dire politicienne.
La plus importante se veut une réaction au succès du Figaro Magazine, véritable plate-forme des idées de la Nouvelle Droite qui cherche à saper la toute-puissance de la gauche sur le monde des idées et de la culture. La transformation par Le Matin de son supplément week-end (Le Matin Samedi-Dimanche) en Matin – Magazine en mai 1980 reproduit ainsi très nettement le modèle créée alors par Le Figaro et Le Figaro Magazine mais pose des problèmes de concurrence avec Le Nouvel Observateur. Adoptant son format le 10 mai 1980 et une pagination de 30 puis de 60 pages, il se veut alors moins un news magazine qu’« un journal de reportage » voulant « éclairer les évènements à partir des personnalités des hommes qui l’a font ».
Le lancement, le 29 septembre 1980, du Matin du Nord marque quant à lui plus nettement l’orientation mauroyo-rocardienne du Matin. Avancée dès juin 1979 lors de discussions entre Pierre Mauroy, Jean Le Garrec et Claude Perdriel, cette idée de formule régionale répond au besoin d’un quotidien socialiste régional après le rachat de Nord-Matin par Hersant. Longtemps retardé par des problèmes techniques (négociations difficiles avec le syndicat du livre, exclusion du système de portage à domicile) et l’incapacité des fédérations P.S. à tenir leurs engagements financiers, son lancement s’effectue pour « des raisons de soutien à Pierre Mauroy » qui, en échange, offre l’accès à certains fichiers. Le quotidien est alors l’objet d’une campagne de presse du quotidien communiste régional Liberté (relayé par L’Humanité au niveau national) qui dénonce l’utilisation de fichiers de la ville et de syndicats (comme la CFDT et le SNI) malgré les protestations du maire de Lille. De plus, le quotidien est confronté à un marché régional très concurrentiel (avec déjà six quotidiens) et peu ouvert à sa formule nationale (2500 à 2800 exemplaires en octobre 1980). Enfin, malgré la création d’une équipe locale sous la direction de Pol Echevin (chef du service social du Matin), il consacre peu de place à l’actualité locale (en moyenne cinq pages régionales) par rapport à ses concurrents. Devant l’échec d’une formule régionale, ne dépassant pas l’agglomération lilloise, Claude Perdriel décide le rapatriement sur Paris de ses infrastructures techniques avant d’en cesser la publication en 1982. Ayant « surtout reflété l’opinion d’un seul parti, le PS, et plus précisément celle du courant Rocard », sa clientèle n’a « pas été aussi vaste qu’espérée et Le Matin du Nord a provoqué méfiance et opposition d’une partie de l’électorat socialiste de cette région ». Le Matin du Nord est donc très vite un échec « coûteux » voire « désastreux »).
Cette orientation rocardienne atteint son paroxysme avec le titre que prend le journal de campagne de Michel Rocard aux élections législatives de 1978. Si son impression par les services techniques du journal n’est pas en soi un marqueur politique puisqu’ils impriment aussi des journaux électoraux de leaders de droite (Robert Hersant et Aymar Achille-Fould), son titre « Le Matin des Yvelines » et la réalisation d’une maquette suscitent tant de réactions que Michel Rocard préfère y renoncer.
Le rapprochement avec Mitterrand et ses proches après le retrait de la candidature Rocard se traduit aussi, durant les élections présidentielles de mai 1981, par la publication du journal électoral de Claude Estier à Paris aux élections législatives de juin. Mitterrandien et ancien de la rédaction de l'Obs, il profite ainsi d'un journal de campagne qui reproduit le titre, le format et la présentation du quotidien. Mais cette publication suscite une motion de la Société des Rédacteurs dénonçant une atteinte à leur éthique professionnelle au point que Perdriel en vient à reconnaître une « erreur malheureuse dont il n’a pas eu lui-même connaissance dans sa forme définitive ».

## L'agonie duMatin de Paris
Après la victoire de la gauche à l'élection présidentielle de 1981 et la nomination de Pierre Mauroy à Matignon, le Matin de Paris perd le tiers de ses ventes. Sa diffusion payée, qui se situait autour de 110 000 exemplaires, avec une pointe à près de 180 000 exemplaires en 1981, chute brutalement les années suivantes et provoque des tensions au sein de la rédaction.
À partir de 1984, plusieurs équipes de direction se succèdent en même temps que différentes solutions de financement sont recherchées. Max Théret, le créateur de la Fnac, investit dans le titre et Max Gallo, jusqu'ici porte-parole du gouvernement, devient directeur de la rédaction. Son ancien directeur de cabinet, François Hollande, le rejoint alors. Puis le financier italien Giancarlo Parretti, qui sera impliqué dans l'affaire du Crédit lyonnais, devient l'actionnaire de référence du Matin de Paris. Le député socialiste Paul Quilès prend la tête de la rédaction. Les liens avec le Parti socialiste, de plus en plus visibles, compromettent la crédibilité du journal.
En 1987, le quotidien dépasse à peine 50 000 exemplaires. Un groupe de journalistes, « le Groupe des 10 », mène une action au tribunal de commerce pour préserver le titre, alors en dépôt de bilan depuis le 6 mai , et empêcher Paretti de s'en emparer. Des négociations sont entamées avec Francis Bouygues, qui dirige le premier groupe mondial du BTP et qui venait de racheter TF1, pour lui proposer de reprendre Le Matin de Paris sur la base de 100 millions de francs. Faute de parvenir à un accord, la liquidation judiciaire du journal est prononcée six mois plus tard.

## Anciens collaborateurs duMatin de Paris
- Alexandre Adler
- Barrigue, illustrateur
- Jean Bothorel, éditorialiste
- Christine Bravo
- Axel Brücker Directeur de la Publicité
- Gilles de Bure
- Patrice Burnat
- Hervé Chabalier
- Guy Claisse
- Robert Clarke
- Maurice Clavel, chroniqueur (1977-1979)
- Roger Colombani, redacteur en chef adjoint
- Gilles Costaz, critique dramatique
- Ruth Elkrief
- Benoît Éon
- Jeanne Folly
- Bernard Frank, chroniqueur (1981-1985)
- Jean-Luc Fromental, critique bande dessinée
- Max Gallo
- Jean-Michel Gravier
- Philippe Hazan
- François Hollande
- Périco Légasse (1982-1987).
- Jean-François Kahn, directeur de la rédaction (de mars à juin 1983)
- Guy Konopnicki
- Jean-Paul Iommi-Amunategui
- Jean-Paul Kauffmann, rédacteur
- Philippe Lagrue
- Bernard Langlois, éditorialiste (1977-1981)
- Bruno de Latour
- Luc Lemaire
- Michel Perez, critique cinématographique
- Philippe Pignarre, critique littéraire sous le pseudonyme de Philippe Mélégent
- Didier Porte
- Olivier Postel-Vinay
- Henri Quiqueré
- Benoît Rayski
- Alain Riou, critique cinématographique
- Gilles Sandier, critique dramatique
- Gilles Tordjman
- François-Henri de Virieu
- Françoise Xenakis
- Éric Yung

## Évolution des tirages
- 1977 : 104 743
- 1981 : 178 847
- 1986 : 91 517

## Filmographie
- 1980 : Numéros zéros de Raymond Depardon